# Nungua
Nungua är en del av en befolkad plats i Ghana.   Den ligger i regionen Storaccra, i den södra delen av landet, 14 km öster om huvudstaden Accra. Nungua ligger 28 meter över havet och antalet invånare är 70 483.
Terrängen runt Nungua är platt. Havet är nära Nungua åt sydost.  Närmaste större samhälle är Accra, 14,1 km väster om Nungua. 